# James Godday
James Godday, nigerijski atlet, * 9. januar 1984, Kaduna. 
Sodeloval je na atletskem delu poletnih olimpijskih igrah leta 2004.